# Mia Emmenegger
Mia Emmenegger (* 17. Januar 2005 in Luzern) ist eine Schweizer Handballspielerin, die für den dänischen Erstligisten Team Esbjerg aufläuft.

## Karriere

### Verein
Emmenegger spielte anfangs im Jugendbereich von Spono Eagles und rückte später in das Kader der 2. Damenmannschaft des Vereins. Am 17. September 2021 gab die Aussenspielerin ihr Debüt für die 1. Mannschaft in der SPAR Premium League 1. Die Linkshänderin erzielte dabei per Gegenstoss den Treffer zum 31:31-Endstand gegen LC Brühl Handball. Mit Spono gewann sie 2022 die Schweizer Meisterschaft.
Auf die Saison 2024/25 hin wechselte sie zu Vipers Kristiansand in die erste norwegische Liga. Nachdem die Vipers im Januar 2025 einen Insolvenzantrag gestellt hatte, schloss sie sich dem dänischen Erstligisten Team Esbjerg an. Mit diesem Team gewann sie zum Saisonabschluss die Bronzemedaille in der Champions League. Emmenegger stand sowohl im Halbfinal wie im kleinen Final in der Startaufstellung. Am Ende der Saison wurde sie von der Europäischen Handballföderation mit dem EHF Excellence Award als europaweit beste Nachwuchsspielerin der vergangenen Saison ausgezeichnet.

### Nationalmannschaft
Emmenegger nahm im Jahr 2021 an der U-17-Europameisterschaft teil. Mit 50 Treffern belegte sie den vierten Platz in der Torschützenliste des Turniers und wurde in das All-Star-Team berufen. Im selben Jahr kam sie ebenfalls bei der U-19-Europameisterschaft zum Einsatz. Sie bestritt am 6. Oktober 2021 im Alter von 16 Jahren ihr Debüt für die Schweizer A-Nationalmannschaft. Mit der Schweiz nahm sie an der Europameisterschaft 2022 teil. Im Turnierverlauf erzielte sie 17 Treffer. Emmenegger nahm im folgenden Jahr nochmals an der U-19-Europameisterschaft teil, bei der sie mit 43 Treffern die siebtmeisten Tore im Turnierverlauf erzielte. Sie stand auch im Kader für die Europameisterschaft 2024. Die Schweiz erreichte die Hauptrunde und beendete das Turnier auf dem 12. Platz. Emmenegger kam in allen 7 Spielen zum Einsatz und erzielte 30 Tore.

## Sonstiges
Ihre Mutter Caroline Emmenegger spielte ebenfalls Handball. Ihre Schwester Ana war bis 2025 ebenfalls Handballspielerin bei den Spono Eagles, ihre jüngste Schwester Nora ist es noch.